# Aguieira (Nelas)
Aguieira – parafia (freguesia)  w gminie Nelas, w Portugalii. Według danych na rok 2011 parafię zamieszkiwało 558 osób, a gęstość zaludnienia wyniosła 101,63 os./km².

## Klimat
Średnia temperatura wynosi 13 °C. Najcieplejszym miesiącem jest sierpień (24 °C), a najzimniejszym styczeń (4 °C). Średnia suma opadów wynosi 1236 milimetrów rocznie. Najbardziej wilgotnym miesiącem jest styczeń (179 milimetrów opadów), a najbardziej suchym jest sierpień (6 milimetrów opadów).